# ピアノソナタ第2番 (モーツァルト)
ピアノソナタ第2番 ヘ長調 K. 280 (189e) は、ヴォルフガング・アマデウス・モーツァルトが作曲した最初期のピアノソナタの1つ。「デュルニッツ・ソナタ」の2曲目に当たる。

## 概要
1775年にミュンヘンで作曲された。作曲の動機については第1番ハ長調 K. 279(189d)と同じだが、すでに前作の気分は大いに違っており、モーツァルトならではの個性がいち早く現れている作品である。

## 構成
全3楽章、演奏時間は約15分。全楽章とも3拍子系で書かれているのが特徴である。
- 第1楽章 アレグロ・アッサイ
ヘ長調、4分の3拍子、ソナタ形式。
お使いのブラウザーでは、音声再生がサポートされていません。音声ファイルをダウンロードをお試しください。
- 第2楽章 アダージョ
ヘ短調、8分の6拍子、小規模のソナタ形式。
お使いのブラウザーでは、音声再生がサポートされていません。音声ファイルをダウンロードをお試しください。
この楽章では後に作曲される『ピアノ協奏曲第23番 イ長調 K. 488』の第2楽章とよく似た旋律が現れている。
- 第3楽章 プレスト
ヘ長調、8分の3拍子、ソナタ形式。
お使いのブラウザーでは、音声再生がサポートされていません。音声ファイルをダウンロードをお試しください。
終楽章は若干ロココ風の影響を交えているが、モーツァルトらしく、意欲に満ちている作品である。